# UAE Arabian Gulf League 2014/15
Die UAE Arabian Gulf League 2014/15 ist die zweite Spielzeit der höchsten Fußballliga aus den Vereinigten Arabischen Emiraten unter diesem Namen und die insgesamt 41. Spielzeit seit der offiziellen Einführung im Jahr 1973. Die Saison begann am 15. September 2014 und endet am 10. Mai 2015. Zwischen dem 22. Dezember 2014 und dem 4. Februar 2015 wurde sie durch eine Winterpause unterbrochen. Titelverteidiger sind al-Ahli Dubai.
Das beste Team der Saison qualifiziert sich direkt für die AFC Champions League 2016, der zweit- und drittplatzierte startet in der Qualifikation zur Champions League. Zusätzlich nimmt der UAE-President’s-Cup-Sieger an der Champions League teil. Die zwei schlechtesten Mannschaften der Saison steigen in die First Division League ab.

## Teilnehmende Mannschaften
| Klub                | Stadt          | Stadion                               |
| ------------------- | -------------- | ------------------------------------- |
| Adschman Club       | Adschman       | Ajman-Stadion                         |
| al-Ahli Dubai       | Dubai          | Al-Rashid Stadium                     |
| al Ain Club         | al-Ain         | Hazza Bin Zayed Stadium               |
| al-Dhafra           | Abu Dhabi      | al-Dhafra-Stadion                     |
| al-Fujairah SC      | Fudschaira     | Fujairah Club Stadion                 |
| Al-Ittihad Kalba SC | Kalba          | Ittihad Kalba Club Stadion            |
| al-Jazira Club      | Abu Dhabi      | al-Jazira-Mohammed-Bin-Zayed-Stadion  |
| al-Nasr SC          | Dubai          | al-Maktoum-Stadion                    |
| al Shabab           | Dubai          | Maktoum bin Rashid Al Maktoum Stadium |
| al-Schardscha       | Schardscha     | Sharjah Stadium                       |
| al-Wahda            | Abu Dhabi      | al-Nahyan-Stadion                     |
| al-Wasl             | Dubai          | Zabeel Stadium                        |
| Baniyas SC          | Abu Dhabi      | Baniyas Stadium                       |
| Emirates Club       | Ra’s al-Chaima | Emirates Club Stadium                 |

## Tabelle
| Pl.                | Verein                  | Sp. | S  | U  | N  | Tore    | Diff. | Punkte |
| ------------------ | ----------------------- | --- | -- | -- | -- | ------- | ----- | ------ |
| 1.                 | al Ain Club (P)         | 26  | 18 | 6  | 2  | 062:190 | +43   | 60     |
| 2.                 | al-Jazira Club          | 26  | 16 | 3  | 7  | 066:460 | +20   | 51     |
| 3.                 | al Shabab               | 26  | 14 | 7  | 5  | 049:350 | +14   | 49     |
| 4.                 | al-Wahda                | 26  | 13 | 8  | 5  | 044:320 | +12   | 47     |
| 5.                 | al-Nasr SC              | 26  | 10 | 9  | 7  | 043:320 | +11   | 39     |
| 6.                 | al-Wasl                 | 26  | 10 | 9  | 7  | 053:450 | +8    | 39     |
| 7.                 | al-Ahli Dubai (M)       | 26  | 10 | 8  | 8  | 035:270 | +8    | 38     |
| 8.                 | Baniyas SC              | 26  | 9  | 8  | 9  | 042:370 | +5    | 35     |
| 9.                 | al-Fujairah SC (N)      | 26  | 9  | 5  | 12 | 023:450 | −22   | 32     |
| 10.                | Emirates Club           | 26  | 8  | 6  | 12 | 034:450 | −11   | 30     |
| 11.                | al-Dhafra               | 26  | 5  | 12 | 9  | 031:330 | −2    | 27     |
| 12.                | al-Schardscha           | 26  | 7  | 5  | 14 | 036:430 | −7    | 26     |
| 13.                | Adschman Club           | 26  | 2  | 9  | 15 | 027:600 | −33   | 15     |
| 14.                | al-Ittihad Kalba SC (N) | 26  | 3  | 1  | 22 | 017:630 | −46   | 10     |
| Stand: 9. Mai 2015 |                         |     |    |    |    |         |       |        |

| Zum Saisonende 2014/15: |                                                                                                 |
|                         |                                                                                                 |
|                         | Meister der UAE Arabian Gulf League und Teilnahme an der AFC Champions League 2016: al Ain Club |
|                         | Teilnahme an den Play-offs zur AFC Champions League 2016                                        |
|                         | Teilnahme an der Zweiten Qualifikationsrunde zur AFC Champions League 2016                      |
|                         | Abstieg in die First Division League 2015/16: Adschman Club & al-Ittihad Kalba SC               |
|                         |                                                                                                 |
| Zum Saisonende 2013/14: |                                                                                                 |
| (M)                     | Amtierender Meister: al-Ahli Dubai                                                              |
| (P)                     | Amtierender Pokalsieger: al Ain Club                                                            |
| (N)                     | Neuaufsteiger aus der First Division League 2013/14: al-Ittihad Kalba SC & al-Fujairah SC       |

## Statistiken

### Torschützen und Vorlagengeber
| Pl.               | Spieler             | Mannschaft     | Tore |
| ----------------- | ------------------- | -------------- | ---- |
| 01.               | Mirko Vučinić       | al-Jazira Club | 25   |
| 02.               | Ibrahima Touré      | al Nasr        | 18   |
| 03.               | Wanderley           | al-Schardscha  | 17   |
| 04.               | Ali Ahmed Mabkhout  | al-Jazira Club | 16   |
| 04.               | Caio                | al-Wasl        | 16   |
| 04.               | Fábio Lima          | al-Wasl        | 16   |
| 07.               | Sebastián Tagliabué | al-Wahda       | 15   |
| 08                | Ederson             | al-Wasl        | 14   |
| 09.               | Asamoah Gyan        | al Ain Club    | 13   |
| 010.              | Makhete Diop        | al-Dhafra      | 12   |
| Stand: Saisonende |                     |                |      |

| Pl.                      | Spieler           | Mannschaft     | Vorlagen |
| ------------------------ | ----------------- | -------------- | -------- |
| 1.                       | Damián Díaz       | al-Wahda       | 8        |
| 1.                       | Manuel Lanzini    | al-Jazira Club | 8        |
| 1.                       | Jonathan Pitroipa | al-Jazira Club | 8        |
| 1.                       | Edgar Silva       | al-Shabab      | 8        |
| 1.                       | Miroslav Stoch    | al Ain Club    | 8        |
| 6.                       | Jirès Kembo-Ekoko | al Nasr        | 7        |
| 6.                       | Hugo Viana        | al-Wasl        | 7        |
| 6.                       | Carlos Villanueva | al-Shabab      | 7        |
| Quelle: de.soccerway.com |                   |                |          |

### Scorer
| Pl.                      | Spieler             | Mannschaft     | Tore | Vorlagen | Scorer |
| ------------------------ | ------------------- | -------------- | ---- | -------- | ------ |
| 1.                       | Mirko Vučinić       | al-Jazira Club | 25   | 6        | 31     |
| 2.                       | Fábio Lima          | al-Wasl        | 16   | 6        | 22     |
| 3.                       | Ibrahima Touré      | al-Nasr        | 18   | 3        | 21     |
| 4.                       | Ali Ahmed Mabkhout  | al-Jazira Club | 16   | 4        | 20     |
| 5.                       | Wanderley           | al-Schardscha  | 17   | 2        | 19     |
| 6.                       | Jirès Kembo-Ekoko   | al-Nasr        | 11   | 7        | 18     |
| 6.                       | Sebastián Tagliabué | al-Wahda       | 15   | 3        | 18     |
| 6.                       | Carlos Villanueva   | al-Shabab      | 11   | 7        | 18     |
| 9.                       | Caio                | al-Wasl        | 16   | 1        | 17     |
| 9.                       | Éderson             | al-Wasl        | 14   | 3        | 17     |
| Quelle: de.soccerway.com |                     |                |      |          |        |

## Auszeichnungen
Die jährlichen AGL-Awards gingen an:
- Local Player of the Year / Emirati Player of the Year:  Ali Ahmed Mabkhout (al-Jazira)
- Foreign Player of the Year:  Mirko Vučinić (al-Jazira)
- Coach of the Year:  Zlatko Dalić (al-Ain)